# Franz Weselik
Franz Weselik (* 20. April 1903 in Wien; † 15. März 1962 ebenda) war ein österreichischer Fußballspieler und -trainer.

## Karriere
Weselik begann seine Karriere 1919 bei Blue Star Wien und kam im Alter von 20 Jahren zum SK Rapid Wien. 1927 feierte er mit dem Gewinn des Wiener Cups seinen ersten großen Erfolg mit den Grün-Weißen. 1929 und 1930 gewann er mit Rapid den österreichischen Meistertitel und feierte mit dem Gewinn des Mitropacups seinen einzigen internationalen Titel. Das Jahr 1930 war das erfolgreichste überhaupt für den Stürmer, schoss er doch in 20 Meisterschaftsspielen 24 Tore und wurde damit als erst dritter Rapidler österreichischer Torschützenkönig.
Am 6. Mai 1928 gab Franz Weselik ein sensationelles Debüt in der Österreichischen Nationalmannschaft. Beim Auswärtsspiel gegen Ungarn in Budapest steuerte er drei Treffer zum 5:5-Remis bei und empfahl sich damit für weitere Nominierungen. Weselik gehörte von 1931 bis 1933 auch zum erweiterten Kader des Wunderteams und kam in dieser Ära in den Spielen gegen Belgien (6:1; 1 Tor) und Frankreich (4:0; 1 Tor) zum Einsatz. Sein letztes Spiel für die österreichische Auswahl bestritt er am 30. April 1933 mit dem Auswärtsspiel gegen Ungarn (1:1; kein Tor). Insgesamt wurde Franz Weselik von 1928 bis 1933 elf Mal in das österreichische Nationalteam berufen und erzielte dabei 13 Tore.
1934 wechselte Weselik nach Frankreich und unterschrieb einen Vertrag als Spielertrainer beim FC Mulhouse, dem Aufsteiger in die Division 1. Franz Weselik wurde mit 24 Toren drittbester Ligatorschütze der Saison 1934/35 und belegte mit den Elsässern den sechsten Rang in der Meisterschaft. Diese Platzierung stellt bis heute das beste Ergebnis des Vereins dar. Der Wiener blieb noch zwei weitere Jahre bei Mulhouse, wechselte dann für eine Saison als Trainer nach Jönköping und kehrte erst zum Ausklang seiner Karriere im Jahr 1938 zurück nach Österreich. Er beantragte am 10. Februar 1940 die Aufnahme in die NSDAP und wurde am 1. Januar 1941 aufgenommen (Mitgliedsnummer 8.471.374). Weselik unterschrieb für die Herbstsaison 1938 beim SC Red Star Wien und beendete danach seine aktive Karriere. Er wurde am Ottakringer Friedhof bestattet.

## Stationen als Spieler
- 1919–1923 Blue Star Wien
- 1923–1934 SK Rapid Wien
- 1934–1937 FC Mulhouse (1934/35 als Spielertrainer)
- 1937–1938 Jönköping (Trainer)
- 1938 SC Red Star Wien

## Erfolge als Spieler
- Mitropacupsieger: 1930
- Österreichischer Meister: 1929, 1930
- Österreichischer Pokalsieger: 1927
- Österreichischer Vizemeister: 1928, 1933, 1934
- Österreichisches Pokalfinale: 1929, 1934
- Österreichischer Torschützenkönig 1930 mit 24 Toren in 20 Meisterschaftsspielen
- 11 Länderspiele und 13 Tore für die Österreichische Nationalmannschaft von 1928 bis 1933.